# بنو يافع
بنو يافع أو قبيلة يافع هي قبيلة قحطانية من حِميَر تسكن في منطقة دهسم جنوب اليمن (والذي سُمّيت بٳسم أرض يافع نسبة للقبيلة التي تقطنها) بالاضافه لمحافظتي حضرموت والمهرة شرق اليمن، ويوجد منهم ايضاً من استوطن ولايات جنوب ووسط سلطنة عمان ودولة قطر والامارات العربية المتحدة ومنطقة نجران جنوب المملكة العربية السعودية ومنهم من هاجر إلى مصر والمغرب والشام أثناء الفتوحات الاسلاميه، لايوجد أحد ينتمي إلى هذه القبيلة باللقب مباشرة سوى القليل من قبائل يافع المتواجدة في منطقة دهسم فقط اما بالنسبة لغالبية قبائل يافع فيكتفون بكتابة الفخيذة أو الأسرة الخاصة بهم مثل العيسائي أو القعيطي أو بن شيهون أو البريكي الخ.. وتعتبر يافع من أكثر القبائل تأثيرا سياسياً في جنوب الجزيرة العربية، وخصوصاً في جنوب اليمن وظفار كما تعتبر من أعرق قبائل الجزيرة وأكثرها عدداً وأوسعها انتشاراً.

## نسب بنو يافع ونبذه مبسطة عنهم
اجتمع المؤرخون بأن قبيلة يافع بطن من ذي رعين أحد البطون الكبيرة من حمير، وينتسب هذا البطن كما روى النسابة الشهير أبو الحسن الهمداني إلى يافع بن قاول بن زيد بن ناعِتة بن شُرَحْبيل بن الحارث بن زيد بن يَريم ذي رُعَيْن الأكبر بن سَهْل بن زيد الجمهور بن قَيْس بن مُعاوية بن جُشَم بن عبد شمس بن وائل بن الغَوْث بن حَيْدان بن قَطَن بن عُرَيب بن زُهَير بن أَيْمَن بن الهُمَيْسع بن حِمْيَر بن سَبأ  وقد ذكره البعض اختصاراََ بحذف بعض الأسماء  وقد تختلف بعض الروايات في نسب يافع اختلاف بسيط لكن بالإجماع فيافع بطن من زيد بن ذي رعين الأكبر وذي رعين كما هو معلوم من ملوك بنو الهُميسع بن حمير ويافع أكبر وأعظم قبائل آل الهُميسع.
و نقلا عن الهمداني فقد أنجب يافع السرو بن قاول ابنان وهما بَلدة وجُحَيْمِلان ابني يافع، ومنهما انتشرت بطون يافع، كما أن هناك أبناء آخرين للجد يافع ذكرها الهمداني في الإكليل ومحمد يحيى حداد في كتاب تاريخ اليمن السياسي وأيضا المؤرخ إبراهيم المحقفي في معجم البلدان والقبائل اليمنية وهم، «شرحبيل بن يافع» جد ذي يزن والذي منه آل أحمد العمري وآل يزيد وآل بريك وغيرهم وهو جد الملك الحميري سيف بن ذي يزن والصحابي عفير وزرعة ذي يزن والصحابي ذي الكلاع اليزني، و «ذرحان بن يافع السرو» كما أورد نسبه المحقفي وهو جد آل طاهر ملوك الدولة الطاهرية في جنوب الجزيرة وجد الإمام عبد الله بن أسعد اليافعي المعروف ب عفيف الدين أبي السعادات والذي ينحدر من نسله آل عفيف سلاطين يافع، و «كلد بن يافع» جد آل الكلدي اللذين ينحدر منهم أمراء عدن في عصر المملكة الرسولية والأبقور اللذين نزلوا الضالع وغيرهم، وأخيرا «شعيب بن يافع» الذي يسكن نسله كما أورد الهمداني في كتاب صفة جزيرة العرب ثمر وقال ويُنسب لهم مخلاف الشعيب ومنهم من نزل إب.
اشتهر بنو يافع بقوتهم وشدتهم في القتال فكانت كثير من القبائل تستعين بهم في حروبها، حيث ذكرت المؤلفة سلوى الغالبي بنو يافع في كتابها (الامام إسماعيل ودوره في توحيد اليمن) فقالت: (يافع من اعظم القبائل شبه جزيرة العرب واصعبها مراسا وتاريخهم مملؤ بالحوادث الجسام وكاف لان يستعين بهم ال الرصاص والعوالق والعبادلة إذا هجم عليهم فاتح أو مغير)، كما اشتهر اليافعيون بالشجاعة والإقدام ورفض الخضوع
وقد وصفهم المؤرخ الهمداني بقوله: «وهم أنجد رجال اليمن» وذكرهم المؤلف محمد الاكوع الحوالي في الإكليل فقال: (يافع قبيل ضخم مرهوب الجانب شديد الشكيمة ذو اباء وشمم وعروبة يعربية وهم دائما احرار، لا يدينون لسلطان)، وذكرهم مؤلف جزيرة العرب فقال "وقبائل يافع من أعظم قبائل شبه جزيرة العرب الجنوبية، وأصعبها مراساً وأكثرها عدداً، وتاريخهم مملوء بالحوادث الجسام، ولا تزال قبائل يافع تحتفظ بالصفات العربية كالكرم وحماية المستجير والدفاع عنه..،
كما ذكرهم مؤلف كتاب تاريخ حضرموت السياسي، صلاح البكري وقال: «يافع أعظم قبائل حِمْيَر وأشدّها قوة وأصعبها مراساً وأكثرها عدداً» وقال ولبسالتهم وكرامتهم وتفانيهم في النجدة لغيرهم كان يستعين بهم آل الرصاص والعوالق والعبادلة وغيرهم...فيأتون إليهم سراعاً ويقاتلون في صفوفهم ضد العدو دون أن يأخذوا على ذلك أجراً. وقد استولى يافع على عدن ولحج وأبين فيه عهد العثمانيين،
و يقول الهمداني في الإكليل:
|  | فـ أنجب ناعتة زيد بن ناعتة وزيد انجب قاول بن زيد وقاول انجب حجيرا وشرحبيل ونفيل ويافع السرو وينكف أبناء قاول ويافع بن قاول انجب: بلدة وجحيملان أبناء يافع ومنهم انتشرت بطون يافع، وهم أنجد حمير باليمن، وفرسانهم قليل وهم على ما قال لي محمد بن مسلم أخو بني قاسد: الاريوم، وأذان، والذراحن، وبنو قاسد، والابقور، وبنو شعيب، وكلد، والسياون وهم أهل الهجر، وبنو سمى، وبنو صائد، وبنو أديد مسكنهم ضول، والاصووت ولهم ثروه، وهم من أنجد رجال اليمن، واخبارهم في عصرنا تكثر واشراف يافع في اليمن اليوم أي في عصر الهمداني بنو أحمد عبد الجبار بن محمد بن عبد الله بن زايد بن عاصم بن مرشد بن يفضل بن ذي جنى بن النظير بن يزيد الاصغر بن عمر بن مره بن ذي يزن بن يريم الأكبر بن شرحبيل بن يافع بن قاول |

ويقال لكل من انتسب إلى أيٍ من هذه البطون يافعي سواء كان من سكان جبل يافع (دهسم)، أو ممن خرجوا منه، وقد احتفظ الكثير من قبائل يافع في مصر والمغرب وغيرهم بنسبتهم هذه، وبرز منهم أعلام عدة ينسبون إلى يافع في مختلف العصور.
وتأكيدًا على ما ذكرناه ينبغي التفريق بين قبيلة يافع، وارض يافع بمعنى البلد المعروف، فالقبيلة لا تحدها حدود ووجودها حيثما وجد أبناؤها.
ولا نستطيع اليوم أن نجزم أن كل بيت في ارض يافع يتصل نسبه بيافع، فالنسبة غير النسب، ولكن يُحتمل انتساب كثير من سكان منطقة يافع المعروفة اليوم إلى يافع بن قاول، ولكن بسبب عدم عناية الأوائل بالحفظ والتدوين ضاعت التفاصيل، فلا يستطيع أحد اليوم أن يسرد نسبه متصلًا إلى ما بعد الجد العشرين على أكثر تقدير فيما وجدناه ولا يتجاوز به القرن التاسع الهجري، وشهرة النسب واستفاضته كافية في إثباته كما هو الحال عند أكثر قبائل العرب.
ولكن من المعروف بأنه يوجد العديد ممن نسبوا انفسهم إلى أرض يافع دون انتمائهم إلى قبيلة يافع التي تقطنها، ومنهم بعض البيوت التي جاءت من خارج أرض يافع في مراحل زمنية مختلفة وانتسبت إلى موطنها الجديد وهم بيوت معروفة من أصول مذحجيه وهاشمية وبعض بيوت المشايخ والفقهاء وغيرهم.

## قبيلة يافع قبل الإسلام
كانت قبيلة يافع بطنًا من قبيلة ذي رُعَيْن الحِمْيَرية، وقد ارتبطت بالدولة الحِمْيَرية التي حكمت جميع أرجاء اليمن أكثر من 600 سنة بين عام 115 ق.م إلى 525 م. وقد كان الاسم الأقدم لبلاد قبيلة يافع هو دَهْس أو دَهْسَم  الوارد ذكره في بعض النقوش السبئية القديمة، وقد ذهب بعض المؤرخين إلى أن بلاد يافع (دهسم) هي المسكن القديم لقبائل حِميَر كافة. وقد كان الحِمْيَريون يسيطرون على القسم الجنوبي الغربي من جنوب شبه الجزيرة العربية  ولا سيما في مدينة ظفار وحصنها المشهور المعروف ب ريدان والذي يرمز إلى مُلك حِمْيَر الذي يحمي العاصمة من غارات الأعداء، وهو بيت الملوك وقصرهم أيضًا. وقد كانت منازل (حِمْيَر) في الأصل إلى الشرق من هذه المنازل التي ذكرها مؤلف الكتاب. كانت تؤلف جزءًا من أرض حكومة قتبان وتتصل بحكومة حضرموت وتقع في جنوب مَيْفَعة، وتؤلف أرض يافع (دهسم) المسكن القديم للحِمْيَريين، وذلك قبل نزوحهم قبل عام 100ق.م إلى مواطنهم الجديدة، حيث استوطن اغلبيتهم بين أرض دهسم وأرض يريم، فأسسوا على يريم حكومة ذو ريدان ويظهر من الكتب العربية أن الحِمْيَريين كانوا يقطنون حول اب في منطقة ظِفار ورَداع وفي سرو حِمْيَر ديار قبيلة يافع ونَجْد حِمْيَر ديار قبيلة العوالق.
وتقول إسمهان سعيد الجَرو: «لقد توافرت لدولة حِمْيَر كل المناخات الملائمة لبروزها على الخريطة الجغرافي ككيان سياسي مستقل، هذا الكيان الجديد الذي أصبح يشكل خطرًا يهدد الكيانات السياسية السائدة على الساحة آنذاك وقد قام مكاربة حضرموت بتحصينات على مداخل أوديتهم الجنوبية تحسبًا لأي هجوم حِمْيَري مباغت، في الوقت ذاته نجد دولة سبأ العتيدة تصطدم عسكرياََ بالدولة الجديدة في أراضيها أعني حمير وهي مرتفعات دهسم.

## قبيلة يافع في الإسلام
أسلمت قبيلة يافع في زمن رسول الله طواعية كغيرهم من قبائل اليمن، ووفد إليه بعضهم ضمن وفد ذي رعين وقد حفظت لنا كتب تراجم الصحابة أسماء جماعة من يافع شرفوا بصحبة رسول الله ومنهم:
1. مُبَرِّح بن شهاب السحيتي اليافعي
2. عمرو بن سَعْواء اليافعي
3. شُريح بن أبرهة اليافعي
4. درع بن يشكر اليافعي
5. مالك بن مرارة الرهوي اليافعي
6. قتادة الرهوي اليافعي
7. شريح بن ابي وهب اليافعي
8. حسان بن زياد بن حسان اليافعي (ذا الشعبين)
9. علقمة بن يزيد اليزيدي اليافعي
10. سراج بن شهاب السحيتي اليافعي
11. بُرح بن شهاب السحيتي اليافعي
12. عمر بن مسعود اليافعي
13. ثوب بن شريد اليافعي

وكانت قبائل يافع ضمن الجيوش الإسلامية الفاتحة لبلاد مصر والشام والمغرب العربي في عصر الخلفاء الراشدين.
وقد أجمع المؤرخون على أن قائد جيش عمرو بن العاص في فتح مصر هو الصحابي مبرِّح بن شهاب اليافعي، وممن شارك في فتحها من التابعين من قبائل يافع من دِرْع بن يسكن اليافعي وبِرْح بن شهاب اليافعي (أخ مبرِّح بن شهاب) ومن تبعهم من قبائل بني سحيت وثُوَب بن شريد وحسَّان بن زياد وغيرهم

## معارك يافع مع العثمانيين
في فترة الحكم العثماني الأول لليمن سيَّر العثمانيون سنة 996هـ جيشًا كبيرًا مجهزاََ بالبنادق والمدافع بقيادة القائد العثماني سنان باشا للسيطرة على بلاد يافع، وكانت استعدادات الوالي التركي في اليمن حسن باشا لإخضاع هذا الإقليم ضخمة للغاية، كما ضمت جيوش سنان باشا الكثير من زعماء وأبناء القبائل اليمنية، ولكن استطاع اليافعيون الصمود أمامه لمدة أربع سنوات كاملة، لكنه تمكن من هزيمتهم في نهاية المطاف بسبب تفوقه في السلاح فهو يمتلك جيشًا نظاميًا مدرَّبًا وحلفاء من أبناء القبائل اليمنية يحارب بهم مقاتلين قبليين مسلحين بالسلاح الأبيض التقليدي، واتخذ حينها من قلعة الخَلَقة في الحد مركزًا للسيطرة على قبائل يافع. وعند عودة القائد سنان باشا من حملته على يافع إلى صنعاء في شهر شعبان لسنة 1000هـ/ 1592م بالغ الوالي العثماني حسن باشا في استقباله، وأنعم عليه وعلى قادته وجنوده بالخلع والترقيات الوفيرة. ولكن سرعان ما ثارت قبيلة يافع بعد ذلك في سنة 1006هـ واستطاع المقاتلون من أبناء قبيلة يافع إنهاء التواجد العثماني في ارض يافع وما حولها في ذلك العام، ولم يعاود الأتراك محاولة إخضاعهم بعد ذلك. وقد كان الوالي التركي ازْدِمر باشا يضطر إلى غض النظر عن تمرد قبائل يافع لانشغاله في حروبه في شمال اليمن، ولمعرفته في قوة وبأس رجال تلك القبيلة.

## قبائل يافع في حضرموت

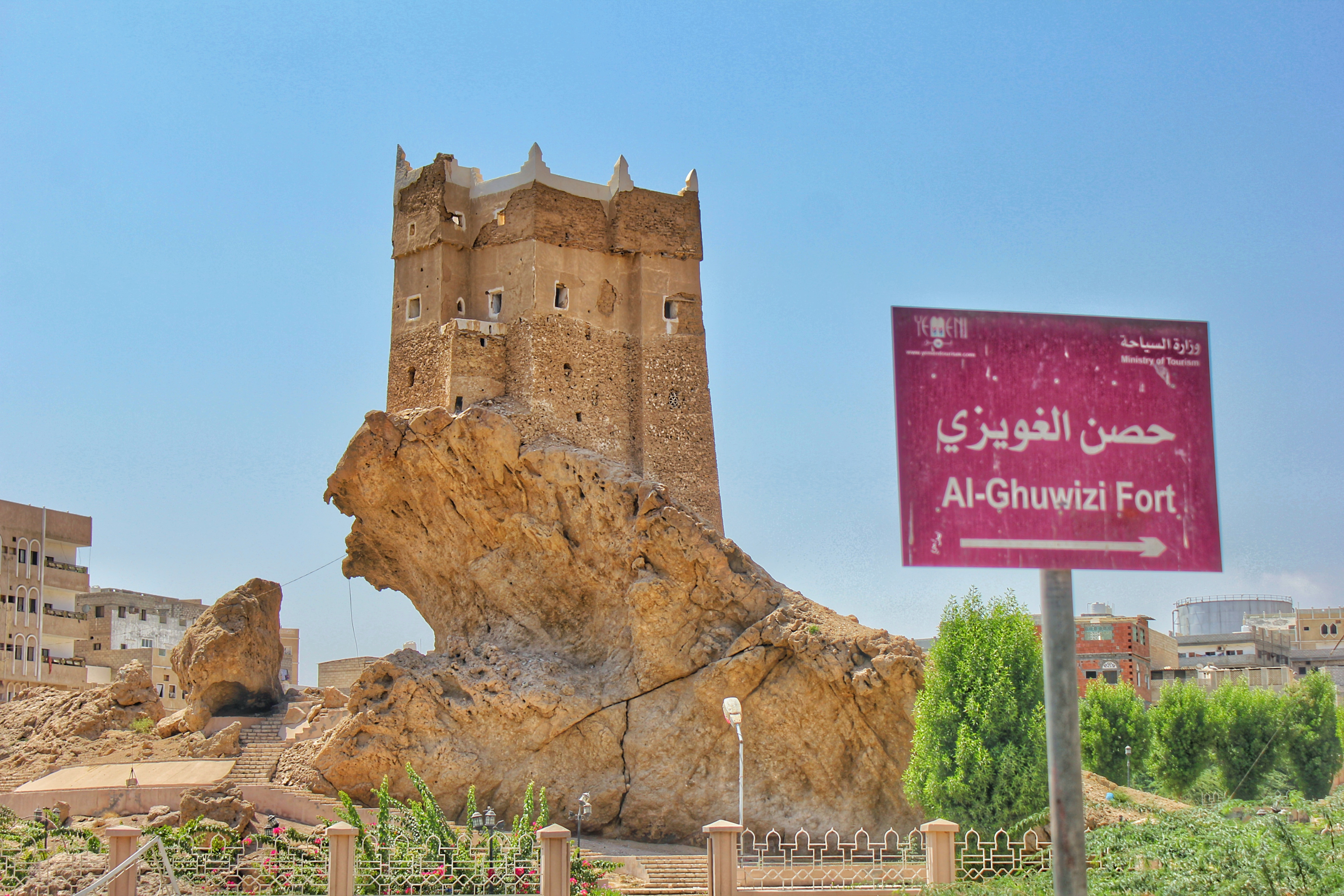
حصن الغويزي أحد أشهر حصون قبيلة آل كساد من يافع في منطقة المكلا غربي حضرموت.

إن تاريخ يافع في حضرموت له جذور وعروق تاريخية قديمة كما توضحه بعض الوثائق والمصادر التاريخية فالعديد من أبناء قبيلة يافع هاجروا إلى حضرموت أيام الفتوحات الحميرية والفتوحات الإسلامية وبداية حكم الطاهريين لكن كانت ابرز الأحداث التاريخيه الذي انجزتها قبيلة يافع في حضرموت في عصر الأمير بدر بن عبد الله بن جعفر الكثيري، فبعد موت والده استقر بالشحر مع جده وأخيه الأكبر محمد وبنائاََ على نصيحة الأمير عامر بن عبد الوهاب الطاهري اليافعي قام الأمير بدر بن عبد الله الكثيري في عام 919هـ \ 1513 م بزيارة إلى ديار قبيلة يافع وطلب منهم النجدة والوقوف إلى جانبه وانقاذ حضرموت من محنتها والتمردات وقطع الطرق والتهديدات الخارجية على سواحل حضرموت، فرحب أبناء قبيلة يافع بالأمير ومستشاريه وأكدوا له استعدادهم لمساعدته على حفظ الأمن والاستقرار في كافة مناطق حضرموت ولكن بالمقابل اخبروه بأن الموافقة ستترتب على أحد الشرطين المخوة أو العروة.
وبعد ان أوضحوا للأمير معنى العروة والمخوة وبعد قناعة الأمير بدر بن طويرق، اتفقا على الشرط الأسلم وهو المخوة، وعلى أثر ذلك الاتفاق الأخوي ذهب العديد من أبناء قبيلة يافع مع الأمير بدر بنفس ذلك العام وعاد الأمير إلى حضرموت مصطحبا معه الآلاف من أبناء يافع وبسط نفوذه على كافة مناطق حضرموت وقضي على التمرد وقطاع الطرق وأعاد الأمن والأمان إلى حضرموت، والجدير بالذكر انه بحسب تقاليد قبيلة يافع قسمت مناطق حضرموت إلى مناطق محددة أو محاور، تتحمل كل فخيذة من فخائذ يافع مسؤولية منطقة معينة أو محور معين وتقوم بحملتها العسكرية عليها لتصفيتها من كافة عناصر التمرد والارتزاق، فكان من الطبيعي على هذه الفخيذة ان تقوم بمهمتها بقيادة شيخها كما من الطبيعي على قائد هذه الحملة أن يعتبر فيما بعد المسؤول الأول عن المنطقة، ولكن ذلك لايعني انه حاكم شرعي على هذه المنطقة أو مختص بأحكام الشريعة فيها، فان مثل هذا الحاكم يتم اختياره وتعيينه من قبل ممثل الشريعة الكبرى أو الزعامة الروحية الدينية الإسلامية، وبعد ان تم الانتصار وتحقيق الأمن والاستقرار على كافة مناطق حضرموت، تمت الاحتفالات بالنصر وتم تجديد العهود والروابط الاخوية فيما بينهما وقاموا بتنصيب الأمير بدر بن طويرق كسلطان على حضرموت وكسلطان فخري على قبائل يافع فيها، لأن غالبية أبناء قبائل يافع الذين ذهبوا يقاتلون من أجل الحفاظ على أمن حضرموت ووحدتها فضلوا العيش والبقاء فيها استناداََ على الاتفاق الاخوي الذي كان يحق بموجبه لأي مواطن من أبناء يافع في حضرموت ما يحق لأي مواطن من قبائل حضرموت في ارض يافع في العيش والعمل.
استمرت الحروب في حضرموت من سنة 1117هـ إلى سنة 1119هـ حيث استقرت أمور حضرموت السياسية واستطاعت بعض فخائذ قبيلة يافع أن تكون دويلات خاصة بها في حضرموت، وبما ان قبائل يافع تمثل رأس المذهب السنَي الشافعي في اليمن فأن الصراع مع الائمه الزيديه وقبائلها المتمثله في كل من حاشد ويام اخذت تتوسع حتى اشتعلت الحرب بين مشايخ وأبناء قبيلة يافع وبين الائمه وقبائل حاشد ويام في البحث عن السيطرة ومد النفوذ، واستطاعت قبائل يافع بالحاق أكبر الهزائم بالزيود ومناصريهم واستطاعوا بسط كامل سيطرتهم على مناطق شاسعه من حضرموت وابين والضالع وعدن حتى استطاعوا من اجلاء قبيلة يام من مناطقهم المعروفه، كما ادت تلك الهزائم لهم بانفساخهم عن أبناء عمومتهم من حاشد واعتناقهم لمذهب الاسماعيليه الشيعي وتمركزهم بمناطقهم البعيده في نجران وتوقيع معاهدة مع امير بني يافع الأمير قحطان بن هرهره اليافعي .

### تاريخ نزوح قبيلة يافع إلى حضرموت
لا نعرف بالتحديد أول نزوح يافعي إلى حضرموت، غير أن الأمر المؤكد أنها كانت أسرًا خرجت على شكل أفراد، إما للتجارة، وإما هروبًا من الثأر، وإما سياحة في الأرض، وقد ذكر بامطرف أن الوجود اليافعي كان في حضرموت منذ العهد الثاني للدولة الحميرية قبيل الإسلام، وهو الوفد الذي قدم به (سيف بن ذي يزن) ومعه الجيش الفارسي لتحرير اليمن من الاحباش ، واندرج على أقلام كتَّاب التاريخ الحضرمي بتسميتهم (يافع التلد)، وقد أبرمت يافع معاهدات التحالف وحسن الجوار مع القبائل المجاورة لمنطقتهم القطن ولعل من هذا الوفد تلك العائلات القديمة التي تنسب أصولها إلى يافع كـ (آل بامعس، وآل باجبع، وآل الجريدي، وبو زيدان، والبكيلي) وغيرهم، وهؤلاء قبائل قديمة موغلة في القدم.
و لم تذكر كتب التاريخ تحديداََ الزمن الأول الذي نزحت فيه قبائل يافع إلى حضرموت وأسباب هذا النـزوح ومنعطفاته التاريخية، واندماج قبيلة يافع مع القبائل الحميرية الأخرى في حضرموت، غير أن ما اشتهرت به قبائل يافع من البسالة والبأس والشجاعة جعلها محط أنظار الزعماء قديمًا وحديثًا.
و ذكر الشيخ عبد الله الناخبي أن الوجود اليافعي في حضرموت موغل في القدم، وأن بعض اليافعيين اندمجوا مع القبائل الحضرمية وأصبحوا جزءاََ لا يتجزأ من هذه القبائل، ولم يحتفظ الكثير منهم بأنسابهم، فإن التاريخ شاهد على بقاء النسب اليافعي كقبيلة، رغم اتحادهم وتحالفهم مع القبائل الحضرمية والمهرية كآل جديان وآل باجبع وآل يزيد في المشقاص، وآل سنان في منطقة صور العمانية، وبيت زياد (ومنهم آل عفرار سلاطين المهرة و سقطرى) في المهرة، وآل بوزيدان في دوعن وآل بومعن في وادي عمد وآل الجريدي في الحوطة وغيرهم.
كما ذكر خالد بن همام أن الوثائق الموجوده لدى المرحوم حسن العماري الذي ينتسب إلى بني جلجله من آل عمار من ذي ناخب من يافع تبين أنهم باعوا أملاكهم بوادي العين في القرن السادس الهجري بين عامي 500 و 600هـ ، أضف إلى ذلك المعالم والآثار والحصون التاريخية التي يعود تاريخها إلى مئات السنين ولا تزال تعرف بنسبها إلى مؤسسيها من أبناء يافع في حضرموت.
إن علاقة قبائل يافع بحضرموت علاقة قديمة ضاربة بجذورها في عمق التاريخ الحضرمي، وما إن تقرأ وتتصفح كتب التاريخ إلا وتطالعك صفحاته بأثر قبائل يافع السياسي والاجتماعي، حيث شهدت حضرموت خلال القرن الحادي عشر وما بعده بزمن السلطنات، أو ما أطلق عليها بامطرف في كتاب «في سبيل الحكم» اسم دويلات المدن كان في معظمها سلطنات يافعية، وما سطره البكري في تاريخه المسمى تاريخ حضرموت السياسي ما هو إلا تاريخ يافع حضرموت إن حق لنا التسمية .

### بطون واقسام قبيلة يافع بحضرموت
على الأرجح بأن قبيلة يافع في حضرموت تنقسم إلى 34 قسماََ  كل قسم منهم يحتوي على عدة فخائذ، وكل فخيذة بها العديد من البيوت والعوائل وهم كالتالي :
1-  قبيلة الـقـعطة ( القعيطي ) وهم:
- الأحامدة : وهم آل عبد الله علي وآل سالم عبد الله وآل جابر عبد الله وآل الشيبة وآل صالح وآل ناصر وآل سعيد وآل علي محمد، يسكنون في ديار الاحامدة والعنين.[31]
- المداشلة : وهم آل احمد وآل محمد وآل علي وآل محسن يسكنون في حصن المداشلة.
- الحداديين : وهم آل بوبك وآل مشعر وآل سعيد وآل مرعي يسكنون في حذيه.
- آل النقيب : وهم آل بكريه وآل عقاد يسكنون شبام والحمه وعقدة النقبة.
- آل الـقلم : وهم السعادين وآل احمد سيتام وآل جمعان وآل سالم وآل عبد الله يسكنون في ظفار جنوب سلطنه عمان.
- آل حمود مبارك : يسكنون العقاد والحمه.
- آل دهري : يسكنون شبام والعقاد.
- آل مقيدح : ويسكنون خمور والعنين.
- آل جحلان : ومنهم آل عمر وآل مبارك وآل سالمين يسكنون في شبام وقريه بلاد الماء في دوعن.
- آل مخارش : يسكنون دار الراك قرب القطن.

2- قبيلة الـسعدة ( السعيدي ) وهم:
- آل أسـعـد : وهم آل سالم وآل صالح وآل دويل وآل كريم وآل عبد الحق وآل عبد الخالق ويسكنون الخرابة.
- آل علي جابر : وهم آل عمر وآل طالب وآل جابر وآل احمد وآل قاسم ويسكنون خشامر والقوز والعضرس.
- آل جابر أحمد : ويسكنون عرض آل جابر وعقران وبادية ساه.
- آل الشاؤوش : ويسكنون المصنعه.
- آل الضريبي : ويسكنون دار العشرة بوادي عمد .

3- قبيلة خلاقة (الخلاقي) وهم:
- آل بلحسيات : ويسكنون الحصي بالقطن وديار بلحسيات قرب المكلا.
- آل عوض أحمد : ويسكنون الحصي بالقطن ومنهم من يسكن الرملة.
- آل سالم أحمد : ويسكنون الحصي بالقطن ومنهم من يسكن الرملة.
- آل إبراهيم : ويسكنون الحصي بالقطن.
- آل حليس : ومفردهم حلسي ويتواجدون في جبل يافع وبمنطقة الحصي بالقطن.
- آل معوضة : ويسكنون في وادي دوعن والغيل.
- آل رباك : ومفردهم رباكي ويسكنون في حصن الرباكي في جفل قرب تريم.
- آل معمر : ويسكنون في المسحره.
- آل غرامه : ويسكنون قرب المكلا والشحر.

4- قبيلة الحواثر وهم:
- آل علي الحاج : وهم آل عبيد وآل سعيد وآل بوبك وآل عصبة وآل سالم وآل بعير وآل حبيب وآل صايل ويسكنون ساحه آل علي الحاج ومحافظة مرباط جنوب سلطنة عمان.
- آل علي ناجي : ويطلق على مفردهم الحوثري ويسكنون في المكلا والشحر .
- آل نهار : مفردهم النهاري ويسكنون في ظفار جنوب سلطنة عمان.
- آل جهور : مفردهم الجهوري ويسكنون ساحه الجهاوره والسدبة ومنهم من هاجر إلى ابوظبي بالامارات وولاية السويق في شمال عمان.[32]

5- قبيلة السرائيين وهم:
- آل سواد : ومفردهم بن سواد ويسكنون قرية جريف في بادية دوعن.
- آل مصلي : ويسكنون عقدة آل مصلي قرب القطن.
- آل عاطف
- آل حزام
- آل عباد

6- قبيلة السيلي وهم:
- آل داوود : ويسكنون ديار آل داوود بالقطن.
- آل فضل : ومفردهم الفضلي ويسكنون في مريمه.
- آل داعر : مفردهم بن داعر ويسكنون القطن.
- آل شهاب : ويسكنون الشحر والمكلا.

7- قبيلة بني ضبي وهم:
- آل الحضرمي : وينقسمون إلى آل العطف وآل مرفد وآل صنيان يسكنون ساحه الحضارم بالقطن.
- آل علي الشيخ : ويسكنون المصنعه وحويله وفي قرية تبالة.
- الـفـردة : ويسكنون في قرية تاربة قرب سيؤون.
- الزغالدة : ويسكنون حصن الزغلدي قرب تريم.
- آل بابكر : ومنهم الحقبيين وآل ضيف ويسكنون ديار بابكر ومريمه.
- آل محمد : من آل صلاح ويسكنون المهرة والخرخير.
- آل عفيف : ويسكنون عقده آل عفيف قرب القطن.
- آل شـرف : ومنهم آل غرامه وآل مشاري والدوشي يسكنون القطن.
- آل صادق : ومفردهم بن صادق ويسكنون الديس الشرقيه.
- آل عـيـد : وهم آل جحوش وآل مثنى ويسكنون الشحر.

8- قبيلة بني أرض ( لرضي ) وهم:
- آل سالم بن محمد : من آل هشام من يافع منهم آل بلعيد ويسكنون الفرط.
- آل عمر بن حبيب : يسكنون الفرط.
- آل صالح مبارك : يسكنون الفرط.
- آل عبد الله عمر : يسكنون ضبعان والفرط.
- آل سالمين : ويسكنون الفرط والعدان.
- آل عامر : ويسكنون العدان.
- آل زهيده : ويسكنون ضبعان والعدان ومنهم من يعيش في الربع الخالي في منطقة شروره.
- آل التوم : وهم من آل حميقان ودخلوا في قبيلة بني أرض من ال هشام من ال عمرو من يافع حلفاََ.[33]

9- قبيلة آل بوزيدان  وهم:
- آل الوعل : ويسكنون مع أبناء عمومتهم من قبائل بوزيدان في وادي دوعن.
- آل بابكير[35]
- آل باسكير
- آل باعزيز
- آل دبـوش
- آل صقير
- آل كعوش

10- قبيلة آل باجبع وهم:
- آل باهادي : ويسكنون في وادي دوعن بقرية المحاضير.
- آل سليمان : ويسكنون القويره ببادية دوعن.
- آل باشبام
- آل عبود
- آل علي
- آل بـكر

11- قبيلة آل همام وهم:
- آل الرقيمي : ويسكنون حصن الرقيمي أكبر حصون الغيل.
- آل طاهر : وهم آل فرج وآل شيخان ويتواجدون في حصون بن همام شمال الغيل.
- آل جابر : ومفردهم بن جابر ويسكنون حصون بن جابر بالغيل.
- آل لحمان : ومنهم النقيب عبد الله بن همام وسلاطين تريم ويسكنون في تريم.
- آل معروف : مفردهم بن معروف ويسكنون المرباط جنوب عمان.

12- قبيلة آل بريك وهم:
- آل قحطان : وهم بالشحر مع جميع فخائذ آل بريك المتبقيه.
- آل ناجي
- آل سعيد
- آل عبود
- آل مرعي
- آل احمد

13- قبيلة آل سعد وهم:
- آل الحاجب : ويسكنون الرحب بوادي عمد وهم من أكثر قبائل وادي عمد عدداََ.
- آل قاسم سعد : ويطلق على مفردهم بن سعد يسكنون في عينات قرب تريم.
- آل أحمد عمر : ومنهم آل مشيخه ويسكنون الريدة الشرقية واطراف الشحر.
- آل مدقة : وهم يسكنون وادي بن علي بجوار قبيلة الجوابر الهمدانيه.
- آل حنش : ويسكنون بروم بميفع وفوه والقطن.

14- قبيلة آل يزيد وهم:
- آل البطاطي : ومنهم آل جبران وآل الدولة ويسكنون قرية القزة قرب دوعن بحضرموت.
- آل البياني : ويسكنون المكلا والشحر.
- آل بامعوضة : ويسكنون المكلا ودوعن.
- آل بادخين : ويسكنون المكلا.
- آل رويكة : مفردهم الرويكي يسكنون قرية عمقر في حضرموت.
- آل سنان : ويسكنون المهرة وظفار ونزوى جنوب سلطنة عمان.
- آل عوض : يسكنون الحدبة بمنطقة الريده.
- آل مزاحم : ويسكنون شرج الشريف بوادي دوعن.
- آل شيخان : يسكنون وادي العين وظفار جنوب سلطنة عمان.
- آل جرهوم : يسكنون الحدبة وقرب الشحر.
- آل بصير : يسكنون جول الهجرين بدوعن.
- آل خميس : يسكنون الحدبة.
- آل زيد : يسكنون الحدبة.
- آل حمزه : يسكنون القطن.
- آل عسكر : يسكنون القطن.

15- قبيلة آل كساد وهم:
- آل أحمد : وهم نقباء آل كساد ويسكنون المكلا والحامي وبادية المشقاص.
- آل حسن : ويسكنون المكلا والشحر.
- آل غرامه : ومنهم ال بن مجحم ويسكنون المشقاص.
- آل جحوم : ويسكنون بادية ظفار جنوب سلطنة عمان.

16- قبيلة آل عياش وهم:
- آل منصور : ويسكنون اطراف المكلا.
- آل هيثم : ويسكنون قرب الشحر.

17- قبيلة آل جديان : مفردهم الجدياني ويسكنون المكلا.
18- قبيلة آل ذيبان : ويسكنون مخيه وحريضه ومصنعه الذيباني بالشعبه بوادي عمد.
19- قبيلة آل عبدالقادر : ويسكنون في تريم.
20- قبيلة آل عمرو : ويسكنون جول العمري بوادي عمد.
21- قبيلة آل حريب : ومفردهم حريبي يسكنون المكلا والقطن.
22- قبيلة آل نشاد : ويسكنون حصون النشادي في منطقة الغرف.
23- قبيلة آل رشيد : ويسكنون حوطة الرشيدي بالقطن.
24- قبيلة آل جريد : ويسكنون الحوطة والمهرة.
25- قبيلة آل ريدان : ومفردهم الريداني ويسكنون الديس الشرقيه.
26- قبيلة آل مطهر : ويسكنون حصن مطهر في تريم.
27- قبيلة آل مقيص : ويسكنون في وادي دوعن وتريم.
28- قبيلة آل عطية: ويسكنون وادي بن علي.
30- قبيلة آل كـلد: وهم من قبيلة كلد اليافعيه ويسكنون ريده المعاره والمهره.
31- قبيلة آل بومعن: ويسكنون وادي عمد.
32- قبيلة الرواجح : ويسكنون قرية صيف في دوعن ومنهم آل طاهر بوادي عمد.
33- قبيلة الشناظير : ويسكنون الحامي وغيل بن يمين.
34- قبيلة الجهريين: وهم غير قبيلة يهر في جبل يافع ويسكنون الحامي.

## قبائل يافع خارج شبه الجزيرة العربية
ابان الفتح الإسلامي لمصر في سنه 21 للهجرة كانت روح البداوة متحكمه فيهم، فأنه لما اراد عمرو بن العاص بناء حصن في وسط الجيزة رفضت هذه القبائل ومنهم يافع وخولان ورجال الحجر وهمدان، فاضطر ابن العاص إلى الإقراع بينهم ووقعت القرعة على يافع، فبنى الحصن في خطتهم وخرجت طائفة منهم عن الحصن انفة منهم.
وكانت يافع في طليعة الجيوش العربية التي فتحت شمال افريقيا والمغرب العربي والاندلس، وكانوا يشكلون جزءاََ قوياََ وهاماََ من القوة الحميرية الضاربة في جيش موسى بن نصير اللخمي، وفي المغرب اندمجت قبائل يافع في قبيلة صنهاجه الحميريه وصاروا ينسبون اليها.
ومن المعروف بوجود مجموعه كبيرة من قبائل يافع انتشرت في السودان ومصر والاندلس بكثره، وفي مصر وليبيا وتونس والجزائر والمغرب العربي وبلاد الشام، لكن لايعرف شيء عنهم، وقد عٌلم بوجود قبائل يافع في صعيد مصر بكثره لكنهم اندمجوا في اسر وعوائل أخرى ولم يتبقى الا القليل ممن احتفظ بانتمائه لقبيلة يافع وقد ذكر ذلك العلامة الناخبي في كتاب وقائع من تاريخ يافع ص43.
وممن ذكر بانتسابهم لقبيلة يافع مايلي :
- الأحلاف : وهم قوم من ذوي منصور (وهم من قبيلة يافع) من عرب المعقل بالمغرب والصحراء الغربية، ومن افخاذهم العمارية (أولاد عمران) والمنبات ، ومجالاتهم بالقفر ، تافيلات الصحراء وبالجبل ملوية وقصور وطاط وتازي وبطرية وعساسه، وكانت لهم الأتاوات والاقطاعات السلطانية، وكانت بينهم وبين أولاد حسين فتنة، وتجمعهم العصبية في فتنة من سواهم.[43][44][45]

- آل عياش : وهم فخيذه كبيره من بني قاسد من يافع (وهم غير آل عياش بن سليمان السنيدي الموجودين في حضرموت)، استوطنوا أول امرهم في العراق والشام ، ثم نزحت فرقة منهم إلى صحراء المغرب العربي واندمجوا في قبائلها البربر ، منهم المؤرخ أبوعبدالله محمد العياشي ومن ال عياش بالعراق احمد بن محمد بن عبد الله الجوهري.[46]
- آل سحيت : وهؤلاء معروفين في مصر في الجيزه والصعيد ومفردهم سحيتى ، قدموا إلى مصر في سنه 21 للهجره اثناء الفتح الإسلامي لمصر وهاجروا جميعاََ إلى مصر ولم يتبقى منهم في شبه الجزيرة العربيه احد.
- آل أحمد : فخيذه من آل العُمري اليزني اليافعي يتبعون إداريا مكتب لبعوس من يافع بني قاصد منازلهم بين عكر وحرباج شمال فلسطين[47]، ولعل هذه الهجرة كانت فيما بين القرن السابع والعاشر الهجري في نهاية عصر الدولة الرسولية بسبب الفتن والحروب اللتي كانت بينهم وبين أبناء عمومتهم بنو كلد اليافعيين في عدن آنذاك.